# 武士英

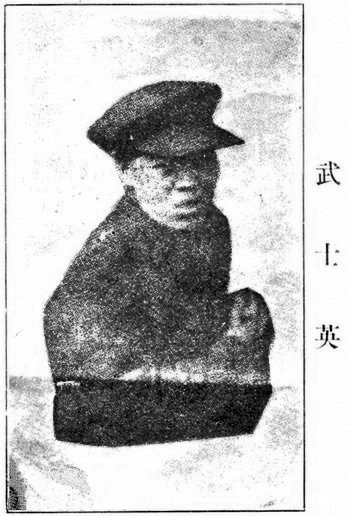

武士英（19世纪？—1913年4月24日），本名吴福铭，山西人，1913年暗杀宋教仁的凶手。

## 生平
武士英早年曾在贵州的学堂读过书，后来在云南任新军七十四标二营管带。辛亥革命之后，军队裁员，他遂来到上海。1913年3月19日，陈玉生约他入共进会。1913年3月20日，他和陈玉生、吴乃文、张汉彪同到上海火车站，武士英开枪暗杀了宋教仁。除他们四人外，还有冯岳君也参与了行刺行动。被捕后，他在会审公廨受审。同年4月24日他被毒杀灭口于狱中。